# Gibson Firebird
La Gibson Firebird est une guitare électrique produite par la firme Gibson Guitar Corporation depuis 1963.

## Historique
La Gibson Firebird apparaît en 1963 des mains de Ray Dietrich qui travaillait auparavant dans l'industrie automobile. C'est à la demande de Ted Mc Carty alors président de Gibson que Ray se met au travail. Le cahier des charges de la Gibson Firebird est différent de celui des autres modèles électriques de la marque; le manche est de type « conducteur » ou « traversant » et pas collé au corps comme d'habitude chez Gibson, tandis que les mécaniques sont de type « banjo », les micros sont ici des mini humbucker sans pôles réglables. La Gibson Firebird s'est vue déclinée en 4 versions de guitares (Firebird I, III, V et VII) et deux versions de basses (thunderbird IV et VI).
À partir de 1965, le design de la gamme Firebird est changé suit à une requête de Léo Fender qui trouve que le design est trop proche de la Fender Jazzmaster apparue en 1958 et dont il a déposé un brevet.
Les Firebird de '63 à '65 sont appelées «reverse-body» par opposition aux Firebird de '65 à '69 qui sont appelées «non-reverse body». Le cahier des charges change d'ailleurs sensiblement entre les deux série; les Firebird «non-reverse» ont perdu le manche traversant pour un traditionnel manche collé, les mécaniques de banjo sont abandonnées pour des mécaniques économiques montées «en banc» de 6, et les micros mini-humbucker sont remplacées sur les modèles I et III par des micros simple bobinage de type P-90.

## Configurations
Il faut distinguer la version «reverse body» et «non-reverse body».
Les Gibson Firebird sont numérotées avec les chiffres I, III, V et VII (I étant le modèle le plus basique et VII le plus sophistiqué), contrairement aux autres modèles de Gibson, où les différentes configurations sont nommées Junior, Special, Standard et Custom.

### Reverse body (1963 - 1965)

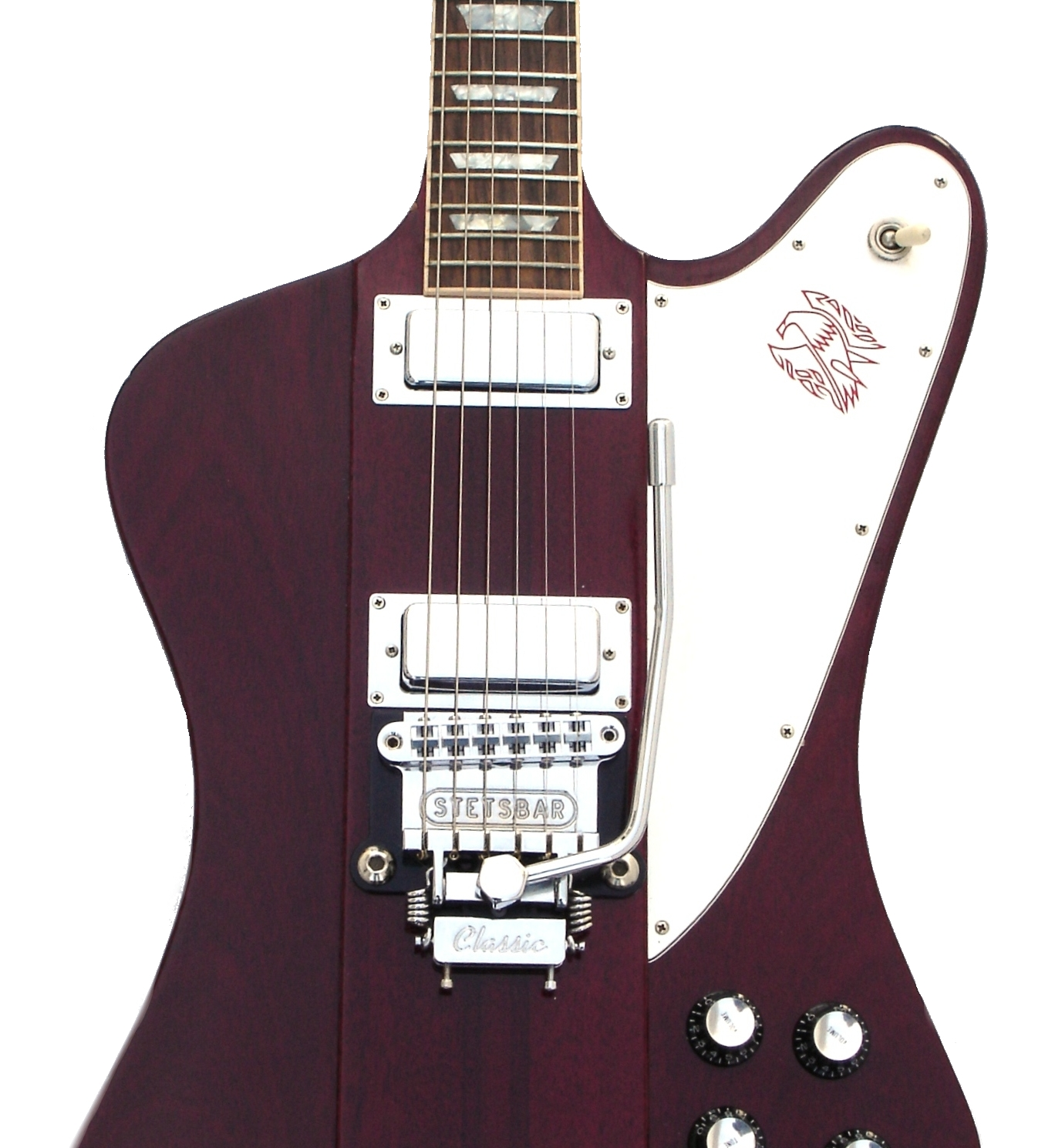
Gibson Firebird "reverse body"

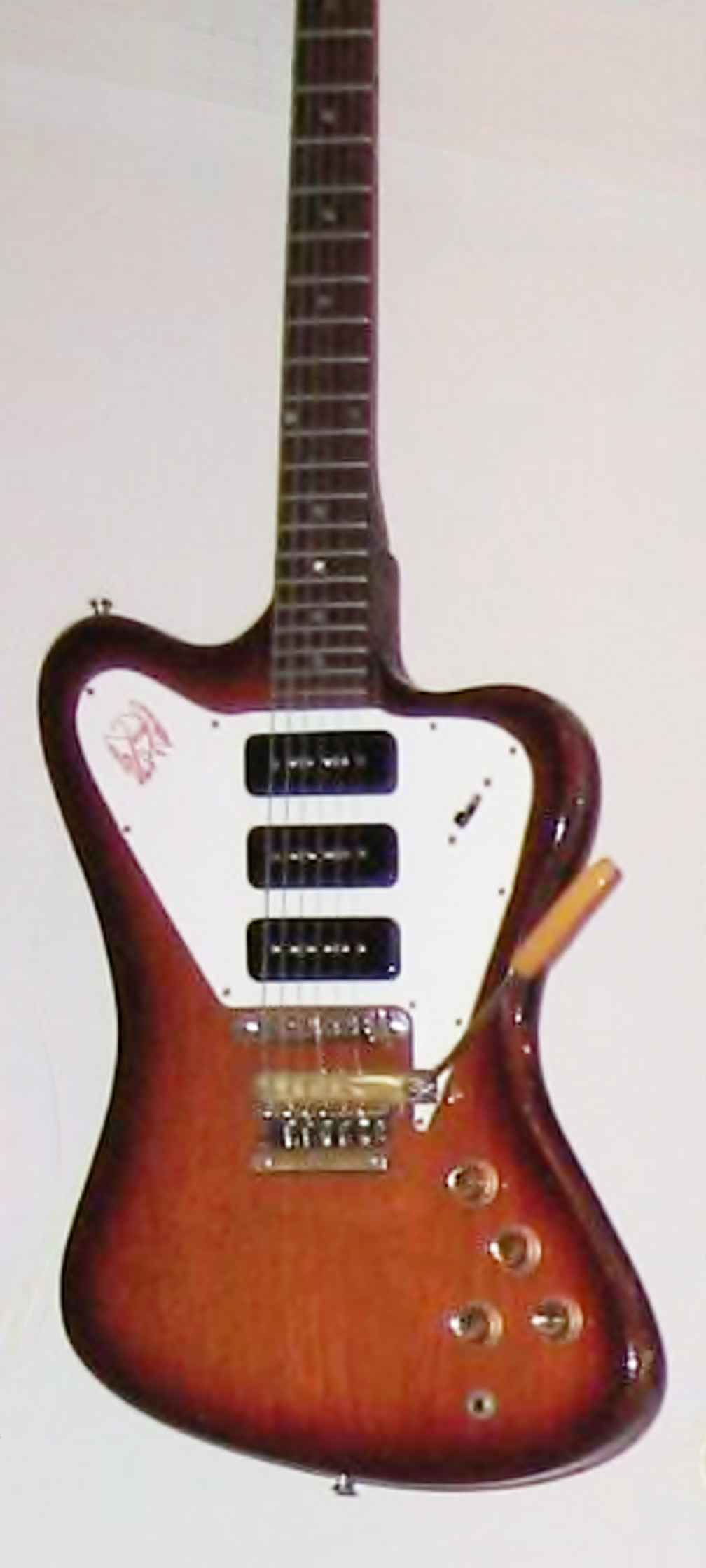
Gibson Firebird "non-reverse body"

- Gibson Firebird "non-reverse body"Firebird I : modèle de base de la Firebird (équivalente à la Gibson Les Paul Junior), un seul Mini-Humbucker en position chevalet, tête de type "reverse" avec des mécaniques type "banjo", pas de reliures sur le manche, chevalet de type "stud bridge/tailpiece", accastillage chrome[3].
- Firebird III : deux Mini-Humbuckers, mécaniques type "banjo", reliures sur le manche, chevalet de type "stud bridge/tailpiece" ou Gibson Vibrola, accastillage chrome[4].
- Firebird V : équivaut au modèle "Standart" chez Gibson, deux Mini-Humbuckers, mécaniques type "banjo", reliures sur le manche avec une touche en palissandre, Tune-o-matic avec Deluxe Gibson Vibrola, accastillage chrome[5].
- Firebird VII : équivaut au modèle "Custom" chez Gibson, trois Mini-Humbuckers, mécaniques type "banjo", reliure sur le manche avec une touche en ébène, Tune-o-matic avec Deluxe Gibson Vibrola, accastillage or.

### Non-Reverse body (1965 - 1969)
- Firebird III : trois micros de types P-90, Tune-o-matic avec Gibson Vibrola
- Firebird V : deux Mini-Humbuckers, acastillage chrome
- Firebird VII : trois Mini-Humbuckers, acastillage or

## Guitaristes jouant sur une Gibson Firebird

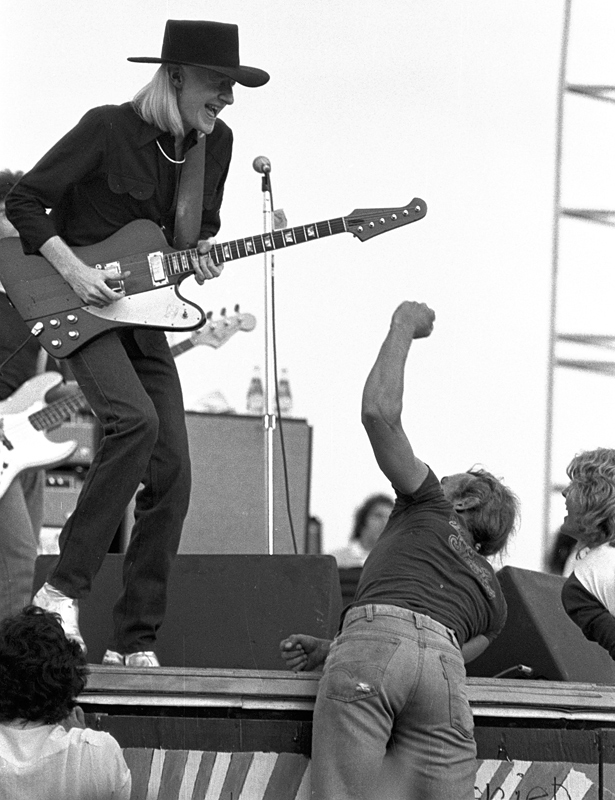
Johnny Winter avec une Firebird au Woodstock Reunion en 1979

La liste qui suit liste les guitaristes les plus connus ayant utilisé une Firebird.
- Johnny Winter[6]
- Paul McCartney[6]
- Dave Grohl[6]
- Warren Haynes[6]
- Brian Jones[6]
- Keith Richards[7]
- Gary Moore[6]
- Phil Manzanera[6]
- Eric Clapton[6]
- PJ Harvey
- Clarence “Gatemouth” Brown[6]
- Allen Collins[6]
- Scott Holiday (en)
- Adrian Gurvitz
- Michael Poulsen
- Laura Cox